# カスカディア
カスカディア（英: Cascadia、正式名はカスカディア共和国、英: Republic of Cascadia）は、北アメリカ太平洋岸北西部で小規模で草の根の環境運動で提唱された独立主権国家に提案されてきた名前である。この国はカナダのブリティッシュコロンビア州、アメリカ合衆国のオレゴン州およびワシントン州が合体することにより形成されると仮想されていた。他にもアイダホ州の全領域、カリフォルニア州北部、アラスカ州の一部およびユーコン準州の一部を含むものが提案された。この種の「連邦」は合衆国やカナダからの脱退を必要とした。この提案された共和国の領域は現存州の領域を取り込めるものとされた。
カスカディアは最大領域の場合、人口1,700万人以上となり、年間4,500億ドル以上の商品とサービスを生み出す経済力があり、世界でも20傑に入るとされた。

## 歴史

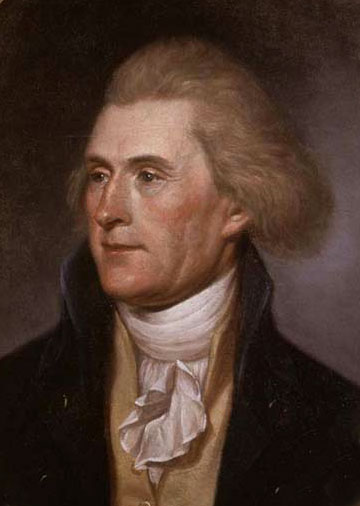
トーマス・ジェファーソンが最初に「太平洋共和国」を提案した。

トーマス・ジェファーソンは1803年にルイス・クラーク探検隊を太平洋岸北西部に送り出した後で、北アメリカ西部に独立した国家を樹立することを考え、その名前を「太平洋共和国」とした。この当初の発案以来、多くの異なる集団が概して同じような目的で提案してきた。
オレゴンが州になった当初から、この地域の人々の一部がアメリカ合衆国から分離し、独自の国を作ることを求めた。南部州が合衆国から脱退してアメリカ連合国を形成したとき、オレゴン人のなかには自分達の国を樹立する絶好の機会と考えた者もいた。しかし、その運動は南部寄りで奴隷制を擁護するゴールデン・サークル騎士団と結びつくようになった時に失敗した。他にもクラマス、トリニティおよびジャクソンなどの行動で、合衆国の支配からカスカディアの特定地域を捻り出そうという動きがあった。
オレゴンが州に昇格（1859年）する前の19世紀中頃と1930年代に再度ジェファーソン州を作ろうという試みがあった後で、この地域のそのような運動では最も良く知られた試みがあった。この運動ではオレゴン州南部とカリフォルニア州北部をそれぞれの州から分離し、合衆国の中で新しい州を作ろうという提案で、この地域に注目を呼んだ。歴史的にも抑圧された地域なので、多くの地元住民はオレゴン州セイラムとカリフォルニア州サクラメントのそれぞれ州政府を非難した。この理由で、州旗には2つの"X"字と金の円形が採用された。2つの"X"字はダブルクロスと呼ばれ、セイラムとサクラメントの州政府から見捨てられているという感情を意味している。
1956年、オレゴン州ケイブジャンクション市とカリフォルニア州ダンスミュア市の集団がオレゴン州南部とカリフォルニア州北部をそれぞれの州支配者から分離しジェファーソン州を作ると脅した。
近年では、広い範囲の問題に関わる不満によって独立カスカディアの考えに新しい関心を惹き付けている。2001年9月、カスカディア国民党が完全な政治綱領を持って結成された。3日後の9月11日に、アメリカ同時多発テロ事件が起こり、この運動に対する支持は行き詰まった。
2005年、カスカディア国民党の綱領をほとんど借りて、カスカディア独立プロジェクトが創られた。これは当時、カスカディア独立の概念を積極的に推進する唯一の組織となった。サイトライン協会やカスカディア目論見書のようなカスカディアの概念を議論する他の集団の多くは、完全な独立を除いて多国籍共同一体性の一つとしてこの概念を見ている。その他にもカスカディア共和国のようなものは政治的抗議行動のふざけた表現になっている。

## 領域
カスカディアの領域には多くの案が議論されている。最も普通に言われる領域は単にオレゴン州、ワシントン州およびブリティッシュコロンビア州を含めるものである。地図によってはオレゴン州とワシントン州だけで、ブリティッシュコロンビア州を外しているものもある。ある集団はカスカディアの領域にカリフォルニア州北部、アイダホ州およびアラスカ州を含めて解釈するよう求めてきた。また他の者はカスカディアを連邦にし、諸郡を束ねて新しい州にすることを求めた（ジェファーソン州がその例）。別の提案ではトリニティ州、ジャクソン州、クラマス州、シャスタ州およびパシフィか州があった。別のカスカディア提案ではコロンビア川水域の全てを取り込み、現在のアイダホ州、モンタナ州西部、およびワイオミング州やユタ州の一部、さらにはネバダ州北部まで含むものもある。

## 動機

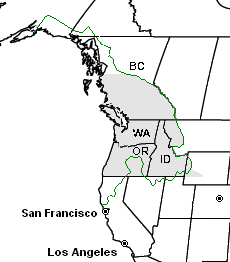
太平洋岸北西部や関連用語の異なる定義。緑色の線は「カスカディア・バイオリージョン」。そこから通常のカスカディア領域が考えられている。

カスカディア分離運動をする者は概して、東部の連邦政府が無視していると主張する価値観、関心および信条を政治的動機に挙げている。これらはオレゴン準州の時代に遡り、さらにはカスカディアの概念にも合致するオレゴン・カントリーにまで遡る。オレゴン・カントリーはアメリカとイギリスが領有権を主張していたが、一つの政治的単位として扱われていた。ある者は2004年の大統領選挙の後でおこった政治的抗議行動が各州で新たに起こった分離運動の主たる理由であると主張した。ワシントン州やオレゴン州はかなりの程度で民主党が多数派となっている。
この地域には、森林管理や漁業管理および緊急時対応において、すでに幾つかの共同機構や州間あるいは国際的な機関が動いている。地域全体が地震の多いところでもある（カスカディア沈み込み帯）。分離運動を行う集団はこれらの組織が独立国の枠組みになることができると期待している。

### 生態学上のバイオリージョンとしてのカスカディア
カスカディアの概念は環境運動と密接に同一視されている。環境運動の幾つかが土地の不適切な管理と見ているものに対応し、カスカディア・バイオリージョンと呼ばれるものを定義してきた（太平洋岸北西部バイオリージョンとも呼ばれる）。このバイオリージョンはワシントン州、オレゴン州、アイダホ州、カリフォルニア州、ネバダ州、ワイオミング州、モンタナ州、アラスカ州、ブリティッシュコロンビア州、およびアルバータ州に跨っている。バイオリージョンは土地すなわち土壌組成、水域、気候、植物相および動物相によって定義される地理的領域である。カスカディア・バイオリージョンには、コロンビア川全水域（大陸分水界まで）とカリフォルニア州北部からカナダまでのカスケード山脈が含まれる。カスカディア・バイオリージョンを説明するときはその主要目的として環境責任があり、政治的境界が生態学的領域に合っているべきという考えがある。環境の持続性というのが中心となる考え方となっている。

## 大衆文化の中での引用
- アーネスト・カレンバックの2つの小説、『エコトピア』（1975年）と『エコトピア新生』（1981年）はこの地域のアメリカ合衆国からの分離を扱うフィクションである。カレンバックの小説では新しい国にワシントン州、オレゴン州およびカリフォルニア州北部を含めている（カリフォルニア州を北部と南部に分ける境界はおよそサンタバーバラとベイカーズフィールドを通る線となっている）。1970年代後半にエルサリートで発行された短命の雑誌「セリアティム」でも、カレンバックが描いた境界で地域を分離することを提唱していた。
- ジョエル・ガロウの『北アメリカの9つの国』（1981年）では9つの国の一つとしてこの地域を指定し、カレンバックの小説に倣ってエコトピアと名付けた。
- これらよりも先立って、エリック・ホッファーの『現代という時代の気質』（1967年）では、「カリフォルニア州北部の1切片とオレゴン州南部の1切片からできる試験的な州」の提案があり、「その人々の主たる人生の目的は学び成長すること」としていた。ホッファーは技術によって自動化されることで意味ある仕事が無くなり、教育や個人的成長のような別の方向に向けなければ社会に足掛かりがないことが社会的問題になることを恐れ、この地域は破壊された土壌や森林を回復させる仕事に良い可能性があることもあって試験的な州にする提案をしており、そのような仕事は「自然と人の資源を同時に再生する」ことになると言っていた。
- ジョーダン・ワイスマン等の「クリムゾン・スカイズ」の世界では、パシフィカ国がオレゴン州、ワシントン州およびブリティッシュコロンビア州から創られている。
- ワシントン州オリンピアのフィッシュ醸造会社はその有機ビールに「カスカディア共和国醸造」としている[10]。
- オレゴン州セイラムのThe smALL FLAGs Companyは「カスカディア下院とカスカディア共和国（カスカディア・バイオリージョン共同国）の象徴」としてダグラスファー（ベイマツ）の旗を売っている[11]。
- 2005年北アメリカ科学小説会議カスカディアン・コンがウェブサイト[12]からの材料、同じことをした前年のニューズコン科学小説会議および他の情報源からの材料を使って、カスカディア会議として公開している[13]。